# Physokentia thurstonii
Espèce
Synonymes
- Cyphokentia thurstonii (Becc.) Becc.[1]
- Cyphosperma thurstonii Becc.[1]
- Goniosperma thurstonii (Becc.) Burret[1]
- Goniosperma vitiense Burret[1]

Statut de conservation UICN

 NT  : Quasi menacé
Physokentia thurstonii est une espèce de plantes de la famille des Arecaceae.

## Publication originale
- Atti della Società Toscana de Scienze Naturali di Pisa, Memorie 44: 154. 1934.